# Alfoz de Santa Gadea
Alfoz de Santa Gadea là một đô thị trong tỉnh Burgos, Castile và León, Tây Ban Nha. Theo điều tra dân số 2004 (INE), đô thị này có dân số là 132 người.